# Mas Massoni
El Mas Massoni o Mas Pepó és una masia de Palamós (Baix Empordà). La torre del mas és una obra declarada bé cultural d'interès nacional mentre que el mas en el seu conjunt forma part de l'Inventari del Patrimoni Arquitectònic de Catalunya.
La torre de Can Pepó és en un promontori proper al camí Vell de la Fosca, adossada al mur de llevant de la masia. És una construcció de planta rectangular i arribà a una alçada d'11,30 metres. El gruix de les parets oscil·la entre 0,64 i 0,90 metres. Actualment presenta una coberta a dues vessants. Consta de 3 pisos dividits per volta de canó rebaixada. Els dos primers comuniquen amb la cas i al tercer s'hi accedeix per una trapa. La cara nord, adossada a la masia, conserva quatre espitlleres i dues finestres. Al costat Est presenta diverses espitlleres i una finestra amb espitllera sota l'ampit. A la part Oest hi ha les portes d'accés, una finestra i dues espitlleres horitzontals encarades a l'entrada. La façana mostra una finestra i diverses espitlleres. El parament és de pedra irregular, però els angles són fets amb carreus ben escairats. La torre, que inicialment devia estar isolada, així ho indiquen les espitlleres interiors, té una situació estratègica privilegiada, ja que servia de punt d'enllaç entre totes les torres de la rodalia (Mas Agustí, Mas del Vent, Mas de la Pietat, Mas Juny, la Torre Ribes i el castell de Sant Esteve). Temps enrere la porta devia estar a 3,90 del sòl i no es comunicava amb la masia. Actualment tant la masia com la torre estan abandonats i mig enrunats i caldria procedir a la restauració.
El mas de Can Pepó és una obra inclosa a l'Inventari del Patrimoni Arquitectònic de Catalunya. El mas de Can Pepó, orientat a migdia, està situat sobre un promontori, prop del camí vell de La Fosca. L'edifici presenta diversos volums sobreposats en distintes èpoques. La façana té adossada, a la dreta, la torre de defensa. La porta d'accés és rectangular i emmarcada en pedra. Les diferents finestres estan construïdes amb pedra o bé rajola cuita. A l'interior les habitacions que conserven la coberta tenen la volta d'encanyissat o pedra. La coberta està molt malmesa i en algunes parts esfondrada. L'edifici actual de la masia és una mica posterior a la torre, ja que aquesta presenta espitlleres adossades al mur de la casa, però segurament hi hagué una construcció anterior, ja que en una de les llindes d'una porta interior mostra la data de 1578. El portal d'entrada ens el situa l'any 1731, que fou el moment en què es feu la gran construcció. Actualment el mas està abandonat i el seu deteriorament és progressiu, per la qual cosa és imprescindible dur a terme la restauració.